# Astragalus pseudopurpureus
Astragalus pseudopurpureus là một loài thực vật có hoa trong họ Đậu. Loài này được Gusul. miêu tả khoa học đầu tiên.